# 비자 인터내셔날 아시아퍼시픽 코리아
비자 인터내셔날 아시아 퍼시픽 코리아(VISA International Asia Pacific Korea, VISA)는 21,000여개의 금융기관들이 합작하여 만든 글로벌 벤처기업으로 비자카드의 한국 법인는 서울특별시 중구 을지로 위치를 하였다.